# HD 4308
HD 4308은 큰부리새자리에 있는 항성으로, 겉보기 등급은 +6으로 맨눈으로 겨우 볼 수 있을 정도이다.

## HD 4308 b
HD 4308 b는 HD 4308 주위를 돌고 있는 외계 행성으로, 질량으로 미루어 보아 목성과 같은 가스 행성일 것으로 추측하고 있다.

## 같이 보기
- HD 4208

## 참고 문헌
- Udry;  외. (2006). “The HARPS search for southern extra-solar planets V. A 14 Earth-masses planet orbiting HD 4308”. 《Astronomy and Astrophysics》 447: 361–367. doi:10.1051/0004-6361:20054084. 2006년 9월 19일에 원본 문서에서 보존된 문서. 2012년 3월 3일에 확인함.